# Ravnsbjerg Samlingskommune (1966-1970)
Ravnsbjerg Samlingskommune var en såkaldt storkommune, der lå vestsydvest for købstaden Viborg i den nuværende Region Midtjylland. 
Ravnsbjerg Kommune lå i Nørlyng og Lysgård herreder. Kommunen grænsede op til Fjends Herred samt til andre kommuner i Lysgård og Nørlyng herreder. Kommunen eksisterede fra 1966 til 1970.

## Historie
Ravnsbjerg Kommune opstod, da Dollerup-Finderup-Ravnstrup Sognekommune og Lysgård Sognekommune blev lagt sammen til én kommune i 1966.
Dollerup–Finderup–Ravnstrup Sognekommune i Nørlyng Herred i Viborg Amt var blevet dannet, da sogneforstanderskaberne blev oprettede i 1842. Lysgård Sognekommune var en gammel kommune i Lysgård Herred i Viborg Amt.
Ravnsbjerg Kommune bestod af Dollerup, Finderup, Ravnstrup og Lysgård sogne. 
Ved Kommunalreformen i 1970 blev Ravnsbjerg Kommune indlemmet i storkommunen Viborg i Viborg Amt, dog blev den lille stationsby Skelhøje ved Herning-Viborg banen afstået til Karup Kommune.
I 2007 blev hele den tidligere Ravnsbjerg Kommune samlet i Viborg Kommune i Region Midtjylland. 

## Pastorater
Størstedelen af området udgør stadigt Dollerup-Finderup-Ravnstrup Pastorat. Ud over pastoratets tre gamle middelalderkirker, så findes der en nyere kirke fra 1967 i Hald Ege. 
Skelhøje og Lysgård tilhører andre pastorater.